# 1829

## Събития

### В света
- Основан е град Ибадан, Норвегия.
- Основан е град Каламазу, САЩ.
- Основан е град Орегон Сити, САЩ.
- Основан е град Пърт, Австралия.
- Основан е град Уага Уага, Австралия.
- Основан е град Фримантъл, Австралия.
- Основан е окръг Ван Бюрън, Мичиган, САЩ.
- Основан е окръг Кас, Индиана, САЩ.
- Основан е окръг Кас, Мичиган, САЩ.
- Основан е окръг Сейнт Джоузеф, Мичиган, САЩ.
- Основан е окръг Ханкок, Кентъки, САЩ.
- Основан е Германският археологически институт в Берлин.
- Основан е Институтът за слепи „Перкинс“ в САЩ.
- Основан е Техническият университет Чалмърс в Гьотеборг, Швеция.
- Построена е болницата Благовещение – най-старата болница на територията на днешна Северна Македония.
- Публикуван е първият исторически роман в Русия – „Юрий Милославски или Русия през 1612 година“ от Михаил Загоскин.
- Състои се премиерата на операта „Малвина“ от Николо Дзингарели в операта Сан Карло, Неапол.
- Уилям Остин Бърт патентова машина, която нарича типограф.
- Шотландският полярен изследовател Джон Рос открива полуостров Бутия.
- 1 януари – Английските изследователи Чарлз Стърт и Хамилтън Юм, откриват притока на р. Дарлинг, Боган, а след това и самата р. Дарлинг.
- 1 януари – Хосе Мигел де Веласко Франко става 6-ият Президент на Боливия, до 24 май същата година.
- 17 януари – Основан е окръг Макупин, Илинойс, САЩ.
- 19 януари – Основан е окръг Мейкън, Илинойс, САЩ.
- 22 януари – Основан е окръг Рандолф, Мисури, САЩ.
- 23 януари – Основан е окръг Кроуфорд, Мисури, САЩ.
- февруари – Основана в Музикалната академия в Загреб.
- 6 февруари – Състои се премиерата на операта Пиер и Катерина от Адолф Адам в Опера комик, Париж.
- 28 февруари – Приключва Колумбийско-перуанската война.
- 4 март – Андрю Джаксън става 7-ият президент на САЩ.
- 13 март – Учредено е Първо Дунавско параходство – "Ди ерсте Донау Дампфшифарт гезелшафт” (ДДСГ), със седалище Виена и Будапеща, на вода е пуснат параходът „Франц I“ за превоз на пътници и товари, по реката започва редовно корабоплаване.
- 13 април – Английският парламент гарантира свобода на вероизповеданието за католиците.
- 29 април – Основан е окръг Бери, Мичиган, САЩ.
- 6 май – Регистриран е първият патент за акордеон във Виена от производителя на органи и пиана Сирил Демиан и синовете му Карл и Гуидо.
- 19 май – За първи път е публикувана поемата Ал Араф от Едгар Алън По.
- 24 май – Андрес де Санта Крус става 7-ият Президент на Боливия, чийто мандат продължава до 17 февруари 1839 г.
- 3 юни – Тържествено е осветен катедралния храм „Св. Александър Невски (Симферопол)|Св. Александър Невски“ в Симферопол, Крим.
- 10 юни – Проведена е първата Оксфорд-Кеймбридж регата в Хенли на Темза по инициатива на студентите Чарлз Меривейл и Чарлз Уордсуърт.
- 11 юни – Августа Сакс-Ваймарска се омъжва за принц Вилхелм I в берлинския дворец Шарлотенбург.
- 12 юни – Състои се премиерата на операта Агнес фон Хоенщауфен от Гаспаре Спонтини в кралската опера Берлин.
- 19 – 20 юни – Руско-турска война: Състои се Битката при Соганли.
- 6 юли – Състои се премиерата на операта Замъкът Кенилуърт от Гаетано Доницети в театър Сан Карло в Неапол, Италия.
- 7 юли – Открита е пистата за конни надбягвания Ейнтрий Рейскорс.
- 10 юли – За първи път е изкачен връх Елбрус, Русия.
- 11 юли – Приключва Австро-итало-френската война с победа за Франция и Сардиния.
- 2 август – Амели дьо Боарне се омъжва за бразилския император Педро I в имперската капела в Рио де Жанейро.
- 3 август – Състои се премиерата на операта Вилхелм Тел от Джоакино Росини в Пале Гарние, Париж.
- 14 август – Основан е Кингс Колидж в Лондон от крал Джордж IV и Артър Уелсли, херцог на Уелингтън.
- 21 август – Дезире Клари официално е коронована за кралица на Швеция.
- 25 август – Немският архитект Фридрих фон Гертнер започва строежа на Църквата Свети Лудвиг в Мюнхен.
- 1 септември – Подписан е Одринският мирен договор, който слага край на Руско-турската война от 1828 – 1829 година.
- 1 септември – Агустин Гамара става 9-ият Президент на Перу, чийто мандат продължава до 20 декември 1833 г.
- 22 септември – Приключва Колумбийско-перуанската война.
- 29 септември – Основана е Лондонската полиция „Метрополитън“.
- 6 октомври – Първият модерен парен локомотив – Ракета, конструиран от Джордж Стивънсън, извършва първото си пробно пътуване от Манчестър до Ливърпул.
- 9 октомври – За първи път е изкачен връх Арарат, Турция.
- 9 октомври – Основан е окръг Айова, Уисконсин, САЩ.
- 19 октомври – Основан е окръг Калхун, Мичиган, САЩ.
- 29 октомври – Основан е окръг Бериън, Мичиган, САЩ.
- 29 октомври – Основан е окръг Бранч, Мичиган, САЩ.
- 29 октомври – Основан е окръг Ингам, Мичиган, САЩ.
- 2 ноември – Основан е окръг Джеферсън, Арканзас, САЩ.
- 2 ноември – Основан е окръг Монро, Арканзас, САЩ.
- 2 ноември – Основан е окръг Поуп, Арканзас, САЩ.
- 2 ноември – Основан е окръг Хот Спринг, Арканзас, САЩ.
- 2 ноември – Основан е окръг Юниън, Арканзас, САЩ.
- 5 ноември – Основан е окръг Джаксън, Арканзас, САЩ.
- 14 ноември – След смъртта на херцогиня Мария Беатриса д’Есте Херцогство Маса и Карара е анексирано към Херцогтство Модена.
- 11 декември – Мария-Кристина Бурбонска се омъжва за испанския крал Фернандо VII в Мадрид.
- 22 декември – Състои се премиерата на операта Рицарите тамплиери и еврейка от Хайнрих Маршнер в Алтес Театър в Лайпциг.

### В България
- Излиза първото издание на книгата на Юрий Венелин Старите и сегашни българи в тяхното политическо, народописно, историческо и религиозно отношение спрямо русите.
- Руско-турска война: Състои се Въстанието в Тракия.
- 28 март – Руско-турска война: Боевете за Созопол.
- 5 май – Руско-турска война: Състои се Боят при Ески Арнаутлар, днешен Староселец.
- 30 май – Руско-турска война: Състои се Битката при Кюлевча, източно от Шумен.
- 18 юни – Руско-турска война: С превземането на крепостта от руските войски завършва Втората обсада на Силистра.
- 11 юли г. – Руско-турска война (1828–1829): Руски отряди овладяват Месемврия (днес Несебър) и Анхиало (днес Поморие).
- 31 юли – Руско-турска война: Състои се Боят при Сливен.

## Родени
- Август Кюне, немски писател († 1883 г.)
- Август Холмстрьом, руски ювелир († 1903 г.)
- Александра Коваленска, руска писателка († ? г.)
- Александър Ласкарис, гръцки духовник († 1869 г.)
- Александър Базилевски, руски дипломат († 1899 г.)
- Александър Бок, руски скулптор († 1895 г.)
- Александър Видов, руски архитект († 1896 г.)
- Александър Якимович, руски генерал († 1903 г.)
- Андон Китанов, български строител († 1914 г.)
- Анте Орешкович, сръбски полковник († 1906 г.)
- Аркадий Курлов, руски генерал († 1888 г.)
- Болеслав Кукел, руски генерал († 1869 г.)
- Василий Досекин, руски фотограф († 1900 г.)
- Василий Петрушевски, руски офицер († 1891 г.)
- Вениамин, руски епископ († 1890 г.)
- Виктор Квитницки, руски генерал († 1890 г.)
- Виктор Фукс, руски юрист († 1891 г.)
- Владимир Враски, руски зоолог († 1862 г.)
- Владимир Осоргин, руски поручик († ? г.)
- Георги Желязкович, български политик († 1889 г.)
- Георги Чакъров, български възрожденец († 1892 г.)
- Давидко Манов, български политик († 1899 г.)
- Джеймс Грисли, британски художник († 1908 г.)
- Димитриос Гривас, гръцки генерал († 1889 г.)
- Дмитрий Абашев, руски химик († 1880 г.)
- Дмитрий Живокини, руски артист († 1890 г.)
- Езра Хейуд, американски анархист († 1893 г.)
- Елисавета Левкеева, руска актриса († 1881 г.)
- Елоизе Стенард, английска художничка († 1915 г.)
- Ефим Зарин, руски писател († 1892 г.)
- Иван Лазаревич, руски лекар († 1902 г.)
- Иван Лебедев, руски дворянин († 1887 г.)
- Иван Петровски, руски лекар († 1903 г.)
- Иван Розенбом, руски офицер († 1877 г.)
- Иван Суворов, руски лекар († 1880 г.)
- Иван Пикел, руски цигулар († 1902 г.)
- Йосиф Юргенсон, руски издател († ? г.)
- Константин Трубников, руски журналист († 1904 г.)
- Корнелий Карастелев, руски професор († 1886 г.)
- Людмила Крол, руска дворянка († 1870 г.)
- Маргарит Димзов, гръцки историк († 1903 г.)
- Михаил Зеленски, руски лекар († 1890 г.)
- Михаил Кондратиев, руски минералог († 1890 г.)
- Михаил Кривошапкин, руски лекар († 1900 г.)
- Михаил Окатов, руски физик († 1901 г.)
- Михаил Шугуров, руски историк († 1891 г.)
- Мухамад Осман ал-Джалял, египетски писател († 1898 г.)
- Николай Золотницки, руски езиковед († 1880 г.)
- Николай Коргуев, руски писател († 1900 г.)
- Николай Мазуров, руски генерал († ? г.)
- Николай Самарин, руски общественик († 1892 г.)
- Николай Свербеев, руски дворянин († 1860 г.)
- Николаос Кунелакис, гръцки художник († 1869 г.)
- Орчо войвода, български революционер († 1911 г.)
- Петър Горанов, български революционер († 1925 г.)
- Пьотър Борел, руски художник († 1901 г.)
- Пьотър Жерве, руски адмирал († 1907 г.)
- Пьотър Левиз-оф-Менар, руски офицер († 1885 г.)
- Пьотър Рудановски, руски лекар († 1888 г.)
- Пьотър Яковлев, руски генерал († 1894 г.)
- Ранавалона II, владетелка на Мадагаскар († 1883 г.)
- Румена войвода, българска хайдутка († ? г.)
- Севастиян Етер, руски офицер († 1883 г.)
- Северин Шехович, руски писател († 1872 г.)
- Семьон Ахшарумов, руски историк († ? г.)
- Сергей Трубецкой, руски княз († 1899 г.)
- Стамбол Димитров, български революционер († 1936 г.)
- Тийо Сога, южноафрикански публицист († 1871 г.)
- Феогност, руски митрополит († 1903 г.)
- Феофан Тихонович, руски химик († ? г.)
- Филимон Коридзе, грузински певец († 1911 г.)
- Фридрих Баур, немски юрист († 1893 г.)
- Фьодор Езбера, чешки филолог († 1901 г.)
- Юлий Хаген, немски архитект († 1909 г.)
- Юсуф ал-Халиди, кмет на Йерусалим († 1907 г.)
- 1 януари – Алфред дю Павилон, френски ботаник († 1907 г.)
- 1 януари – Томазо Салвини, италиански артист († 1915 г.)
- 3 януари – Конрад Дуден, немски филолог († 1911 г.)
- 8 януари – Валентин Розе, немски филолог († 1916 г.)
- 8 януари – Хайнрих Шрьотер, немски математик († 1892 г.)
- 9 януари – Адолф Шлагинтвайт, немски пътешественик († 1857 г.)
- 11 януари – Едуард Прильо, френски ботаник († 1915 г.)
- 11 януари – Жюлиен Луизион, френски генерал († 1899 г.)
- 16 януари – Михаил Михайлов, руски поет († 1865 г.)
- 16 януари – Владимир Спасович, руски юрист († 1906 г.)
- 17 януари – Николай Щал, руски офицер († 1885 г.)
- 18 януари – Лудвиг Лоренц, датски математик († 1891 г.)
- 21 януари – Джоб Елис, американски миколог († 1905 г.)
- 21 януари – Оскар II, крал на Швеция († 1907 г.)
- 22 януари – Розалия Спор, немска музикантка († 1919 г.)
- 23 януари – Антон Зайц, немски художник († 1900 г.)
- 25 януари – Владимир Курочкин, руски драматург († 1885 г.)
- 27 януари – Ян Бото, словенски поет († 1881 г.)
- 28 януари – Жак Планше, френски адмирал († 1894 г.)
- 29 януари – Пол фон Лилиенфелд, руски политик († 1903 г.)
- 29 януари – Франтишек Колар, чешки режисьор († 1895 г.)
- февруари – Дмитрий Урусов, руски шахматист († 1903 г.)
- 2 февруари – Алфред Брем, немски зоолог († 1884 г.)
- 2 февруари – Степан Ешевски, руски историк († 1865 г.)
- 4 февруари – Василий Серов, руски генерал († 1901 г.)
- 4 февруари – Густав Йонге, белгийски художник († 1893 г.)
- 9 февруари – Кнут Алмльоф, шведски артист († 1899 г.)
- 9 февруари – Робърт Гюдик, руски архитект († 1910 г.)
- 10 февруари – Симон Швенденер, швейцарски ботаник († 1919 г.)
- 10 февруари – Юлий Шимановски, руски лекар († 1868 г.)
- 11 февруари – Вилхелм Вестмайер, немски композитор († 1880 г.)
- 12 февруари – Александър Щербатов, руски офицер († 1902 г.)
- 12 февруари – Виктор Дела-Вос, руски учен († 1890 г.)
- 12 февруари – Николай Барбот дьо Марни, руски геолог († 1877 г.)
- 14 февруари – Алфред Иверсън, американски генерал († 1911 г.)
- 14 февруари – Андрю Макдоналд, канадски политик († 1912 г.)
- 15 февруари – Николай Татишчев, руски офицер († 1907 г.)
- 16 февруари – Исидор Шараневич, руски историк († 1901 г.)
- 18 февруари – Рудолф Кюгел, германски богослов († 1896 г.)
- 20 февруари – Григорий Захарин, руски лекар († 1897 г.)
- 20 февруари – Маскилейсон Нафтали, еврейски поет († 1897 г.)
- 20 февруари – Одо Ръсел, британски дипломат († 1884 г.)
- 20 февруари – Юлий Фалкенхайн, австрийски политик († 1899 г.)
- 24 февруари – Фридрих Шпилхаген, германски писател († 1911 г.)
- 25 февруари – Натаниел Барнаби, английски корабостраител († 1915 г.)
- 26 февруари – Ханс Баур, немски скулптор († 1897 г.)
- 26 февруари – Евгений Богданович, руски генерал († 1914 г.)
- 26 февруари – Леви Щраус, американски индустриалец († 1902 г.)
- 28 февруари – Антонио Гузман, президент на Венецуела († 1899 г.)
- 1 март – Адолф Сийл, немски художник († 1907 г.)
- 2 март – Карл Шурц, американски политик († 1906 г.)
- 2 март – Павел Кравченко, руски генерал († 1889 г.)
- 2 март – Франсис Дей, английски учен († 1889 г.)
- 3 март – Карл фон Сименс, немски предприемач († 1906 г.)
- 3 март – Хенрих Дернбург, немски юрист († 1907 г.)
- 4 март – Самюел Гардинър, английски историк († 1902 г.)
- 5 март – Абдулах Галиб паша, османски администратор († 1905 г.)
- 5 март – Жан-Жак Енер, френски художник († 1905 г.)
- 7 март – Август Борзиг, немски индустриалец († 1878 г.)
- 7 март – Едуард Фогел, немски астроном († 1856 г.)
- 13 март – Ричард Кок, американски политик († 1897 г.)
- 14 март – Пиер-Хектор Куле, френски кардинал († 1912 г.)
- 16 март – Теодор Хоршелт, немски художник († 1971 г.)
- 22 март – Фридрих Щемпел, руски генерал († 1891 г.)
- 23 март – Норман Погсън, английски астроном († 1891 г.)
- 29 март – Виктор Мюлер, германски художник († 1872 г.)
- 29 март – Робърт Доудс, американски инженер († 1864 г.)
- 30 март – Карл Арвид фон Клингспор, шведски офицер († 1903 г.)
- 1 април – Хенрих фон Лендорф, пруски генерал († 1905 г.)
- 8 април – Иван Милютин, руски просветител († 1907 г.)
- 8 април] – Каролина Мелбърг, френска светица († 1891 г.)
- 10 април – Йоханес Янсен, немски историк († 1891 г.)
- 12 април – Рихард Луке, немски архитект († 1877 г.)
- 19 април – Александър Яблоновски, полски историк († 1913 г.)
- 21 април – Анна Тютчева, руска придворна дама († 1889 г.)
- 26 април – Григорий Данилевски, руски писател († 1890 г.)
- 26 април – Теодор Билрот, австрийски хирург († 1894 г.)
- 30 април – Ромоло Джеси, италиански офицер († 1881 г.)
- 30 април – Фердинанд фон Хохщетер, австрийски геолог († 1884 г.)
- 1 май – Жузе ди Аленкар, бразилски писател († 1877 г.)
- 1 май – Михаил Боресков, руски инженер († 1898 г.)
- 1 май – Фредерик Сандис, английски художник († 1904 г.)
- 2 май – Виталий Молски, руски генерал († 1892 г.)
- 6 май – Тимофей Стуколкин, руски артист († 1894 г.)
- 8 май – Луис Моро Готшалк, американски композитор († 1869 г.)
- 10 май – Василий Берви-Флеровски, руски публицист († 1918 г.)
- 12 май – Павлос Карер, гръцки композитор († 1896 г.)
- 13 май – Александър Есен, руски генерал († 1888 г.)
- 14 май – Константин Бестужев-Рюмин, руски историк († 1897 г.)
- 17 май – Хайнрих Шел, немски архитект († 1909 г.)
- 18 май – Павел Плешанов, руски художник († 1882 г.)
- 26 май – Пиер-Мари Осуф, архиепископ на Токио († 1906 г.)
- 30 май – Левин Голдшмит, немски юрист († 1897 г.)
- 31 май – Оскар Кремер, руски адмирал († 1910 г.)
- 3 юни – Чарлз Джонсън Брук, крал на Малайзия († 1917 г.)
- 5 юни – Джон Смит, американски ботаник († 1928 г.)
- 5 юни – Йохан Шилинг, немски лекар († 1884 г.)
- 6 юни – Алън Хюм, британски политик († 1912 г.)
- 6 юни – Йозеф Кернер, австрийски ботаник († 1906 г.)
- 6 юни – Николай Елис, руски генерал († 1902 г.)
- 6 юни – Хонинбо Шусаки, японски играч на Го († 1862 г.)
- 7 юни – Едуард Флюгер, немски физиолог († 1910 г.)
- 8 юни – Джон Миле, британски художник († 1896 г.)
- 9 юни – Гаетано Брага, италиански композитор († 1907 г.)
- 9 юни – Николай Фьодоров, руски философ († 1903 г.)
- 11 юни – Алфред Нютън, британски зоолог († 1907 г.)
- 16 юни – Адолф Хенел, полски публицист († 1869 г.)
- 16 юни – Григорий Строганов, руски политик († 1910 г.)
- 16 юни – Джеронимо, вожд на апачите чирикауа († 1909 г.)
- 17 юни – Мейер Кайзерлинг, швейцарски равин († 1905 г.)
- 18 юни – Степан Рукачев, руски генерал († 1899 г.)
- 20 юни – Вилхелм фон Линденшмит Младши, немски художник († 1895 г.)
- 26 юни – Иван Амилахори, руски генерал († 1905 г.)
- 4 юли – Богуслав Хотек, австрийски дипломат († 1896 г.)
- 5 юли – Вилхелм Сторк, пруски писател († 1905 г.)
- 8 юли – Понсон дю Терай, френски писател († 1871 г.)
- 9 юли – Павел Назимов, руски мореплавател († 1902 г.)
- 11 юли – Модест Новиков, руски адмирал († 1893 г.)
- 13 юли – Алексей Потехин, руски драматург († 1908 г.)
- 14 юли – Едуард Бенсън, английски архиепископ († 1896 г.)
- 16 юли – Грациадио Асколи, италиански лингвист († 1907 г.)
- 18 юли – Николай Вагнер, руски зоолог († 1907 г.)
- 19 юли – Виктор Шербюле, френски журналист († 1899 г.)
- 21 юли – Михаил Набоков, руски губернатор († 1886 г.)
- 25 юли – Елизабет Сидал, английска поетеса († 1862 г.)
- 26 юли – Грациадио Асколи, италиански лингвист († 1907 г.)
- 26 юли – Огюст Бернарт, белгийски политик († 1912 г.)
- 28 юли – Николай Соловьов, руски генерал († 1884 г.)
- 1 август – Иван Сеченов, руски физиолог († 1905 г.)
- 1 август – Луи-Шарл Кафарел, френски генерал († 1907 г.)
- 2 август – Феликс Каниц, унгарски археолог († 1904 г.)
- 3 август – Лоурънс Олифант, британски писател († 1888 г.)
- 5 август – Николай Дмитриев, руски композитор († 1893 г.)
- 5 август – Хайнрих Щил, немски композитор († 1886 г.)
- 8 август – Емил Дескомб, френски пианист († 1912 г.)
- 8 август – Люсиен-Анатол Прево-Парадол, френски журналист († 1870 г.)
- 9 август – Чогюр Лингпа, будистки учител († 1870 г.)
- 10 август – Михаил Толстой, руски генерал († 1905 г.)
- 14 август – Михаил Чертков, руски генерал († 1905 г.)
- 14 август – Робърт Нобел, шведски индустриалец († 1896 г.)
- 15 август – Прасковя Лачинова, руска писателка († 1892 г.)
- 16 август – Екатерина Василева, руска актриса († 1877 г.)
- 19 август – Едуард Моран, американски художник († 1901 г.)
- 19 август – Михо Клаич, хърватски политик († 1896 г.)
- 23 август – Виктор Бемерт, германски политик († 1918 г.)
- 23 август – Мориц Кантор, германски математик († 1920 г.)
- 28 август – Алберт Дитрих, германски композитор († 1908 г.)
- 30 август – Николай Аделсон, руски генерал († 1901 г.)
- 2 септември – Алексий Лавров-Платонов, руски архиепископ († 1878 г.)
- 3 септември – Адолф Фик, немски физиолог († 1901 г.)
- 3 септември – Антонин Гиндели, чешки историк († 1892 г.)
- 5 септември – Уилям Олдинг, английски химик († 1921 г.)
- 6 септември – Рудолф Радаке, немски композитор († 1893 г.)
- 7 септември – Фердинанд Хайдън, американски геолог († 1887 г.)
- 7 септември – Фридрих Август Кекуле, немски химик († 1896 г.)
- 8 септември – Сет Бартън, американски офицер († 1900 г.)
- 9 септември – Елиза Юнг-Щилинг, латвийски художник († 1904 г.)
- 9 септември – Конрад Нол, немски скулптор († 1899 г.)
- 9 септември – Херман Флиге, немски композитор († 1907 г.)
- 10 септември – Адолф Кампхаузен, немски богослов († 1909 г.)
- 10 септември – Францишек Тегацо, полски художник († 1879 г.)
- 12 септември – Анселм Фойербах, германски художник († 1880 г.)
- 12 септември – Чарлз Дъдли Уорнър, американски писател († 1900 г.)
- 14 септември – Йоханес Сторк, немски духовник († 1914 г.)
- 14 септември – Катарина Ланер, австрийска белерина († 1908 г.)
- 16 септември – Ащил Емперар, френски художник († 1898 г.)
- 18 септември – Антон Жбиковски, руски математик († 1900 г.)
- 18 септември – Една Проктър, американска поетеса († 1923 г.)
- 21 септември – Огюст Тулмуш, френски художник († 1890 г.)
- 22 септември – Морис Жоли, френски адвокат († 1878 г.)
- 22 септември – Ту Дук, виетнамски император († 1883 г.)
- 23 септември – Радама II, владетел на Мадагаскар († 1863 г.)
- 23 септември] – Херман Мюлер, немски естествоизпитател († 1883 г.)
- 25 септември – Уилям Росети, английски писател († 1919 г.)
- 28 септември – Ерик Бодом, норвежки художник († 1879 г.)
- 28 септември – Ян Дзялински, полски граф († 1880 г.)
- 29 септември – Михаил Усов, руски адмирал († 1904 г.)
- 30 септември – Енгелберг Рьонтген, немски цигулар († 1897 г.)
- 30 септември – Франц Рьоло, немски учен († 1905 г.)
- 5 октомври – Лудвиг Наус, германски художник († 1910 г.)
- 5 октомври – Честър Артър, 21-ви президент на САЩ († 1886 г.)
- 7 октомври – Михаил Ковалевски, руски политик († 1884 г.)
- 8 октомври – Екатерина Сисоева, руска писателка († 1893 г.)
- 12 октомври – Константин Боборикин, руски генерал († 1904 г.)
- 14 октомври – Аугуст Малстрьом, шведски художник († 1901 г.)
- 14 октомври – Едуард Ласкер, германски политик († 1884 г.)
- 14 октомври – Франц Холцендорф, германски публицист († 1889 г.)
- 15 октомври – Асаф Хол, американски астроном († 1907 г.)
- 16 октомври – Евгений Андреев, руски технолог († 1889 г.)
- 16 октомври – Хонорад Козмински, католически свещеник († 1916 г.)
- 18 октомври – Мелхиор де Вог, френски археолог († 1916 г.)
- 20 октомври – Хенри Базин, френски инженер († 1917 г.)
- 22 октомври – Митрофан Флорински, руски архимандрит († 1895 г.)
- 24 октомври – Мориц фон Сакс-Алтенбург, германски принц († 1907 г.)
- 25 октомври – Юрген Бона, немски философ († 1897 г.)
- 28 октомври – Зенаида Флерио, френска писателка († 1890 г.)
- 30 октомври – Карел Тифтрунк, чешки историк († 1897 г.)
- 30 октомври – Сюзан Мане, френска пианистка († 1906 г.)
- 1 ноември – Йоан Кронщадски, руски светец († 1909 г.)
- 4 ноември – Филип Склейтър, английски зоолог († 1913 г.)
- 6 ноември – Адолф Бело, френски драматург († 1890 г.)
- 7 ноември – Марко Цепенков, български писател († 1920 г.)
- 7 ноември – Уилям Чандлес, английски хидрограф († 1896 г.)
- 10 ноември – Александр Соколов, руски художник († 1913 г.)
- 10 ноември – Елвин Бруно Кристофел, немски математик († 1900 г.)
- 14 ноември – Карл Вилхелм фон Купфер, немски анатом († 1902 г.)
- 14 ноември – Микаел Налбандян, арменски писател († 1866 г.)
- 16 ноември – Коста Шуменкович, сръбски общественик († 1898 г.)
- 19 ноември – Георг Майснър, немски анатом († 1905 г.)
- 21 ноември – Теофан Венар, католически светец († 1861 г.)
- 23 ноември – Хайнрих фон Ахенбах, пруски политик († 1899 г.)
- 27 ноември – Анри Сосюр, швейцарски учен († 1905 г.)
- 28 ноември – Антон Рубинщайн, руски пианист († 1894 г.)
- 8 декември – Дмитрий Дервиз, руски сенатор († 1916 г.)
- 10 декември – Александър Камински, руски архитект († 1897 г.)
- 10 декември – Мацумае Такахиро, японски даймьо († 1866 г.)
- 11 декември – Жан Антуан Артюр Грис, френски ботаник († 1872 г.)
- 18 декември – Лудвиг Вилхелм фон Баден, баденски принц († 1897 г.)
- 19 декември – Лудвиг Радлкофер, германски ботаник († 1927 г.)
- 21 декември – Лаура Бриджмън, американска поетеса († 1889 г.)
- 21 декември – Николай Бирильов, руски адмирал († 1882 г.)
- 28 декември – Адам Арцимович, самарски губернатор († 1893 г.)
- 31 декември – Исак Артом, италиански политик († 1900 г.)

## Починали
- Адам Осташевски, руски офицер (* 1750 г.)
- Александър Каменов, руски генерал (* 1773 г.)
- Алексей Фролов-Багреев, руски военачалник (* ? г.)
- Василий Гагарин, руски княз (* 1787 г.)
- Владимир Рентел, руски адмирал (* 1769 г.)
- Гийом Лалеманд, френски публицист (* 1782 г.)
- Гьорше Попов, български просветен деец (* ? г.)
- Екатерина Енгелхард, руска графиня (* 1761 г.)
- Елиезер Папо, еврейски равин (* 1785 г.)
- Иван Клементовски, руски лекар (* 1784 г.)
- Йохан фон Фитцтум, руски генерал (* 1765 г.)
- Йохан Шефър, немски лекар (* 1753 г.)
- Карл Филип фон Бликсен-Финеке, шведски генерал (* 1750 г.)
- Лев Лобко, руски генерал (* 1779 г.)
- Мария Синявска, руска актриса (* 1762 г.)
- Матвей Спиридов, руски сенатор (* 1751 г.)
- Мир Умар, узбекски емир (* 1810 г.)
- Михаил Колпачкевич, полски поет (* ? г.)
- Михаил Миницки, руски капитан (* 1772 г.)
- Мунис Хорезми, узбекски писател (* 1778 г.)
- Никола Ковели, италиански геолог (* 1790 г.)
- Николай Воропанов, руски генерал (* ? г.)
- Николай Степанович Кошелевский, руски архитект (* 1758 г.)
- Павел Цизирев, руски генерал (* ? г.)
- Павел Цорн, руски генерал (* 1777 г.)
- Пьотър Желтухин, руски генерал (* 1777 г.)
- Пьотър Потоцки, полски генерал (* 1745 г.)
- Уилям Шилд, английски композитор (* 1754 г.)
- Феодосий Иванович Цац, руски адмирал (* ? г.)
- Филип Биченски, руски адмирал (* 1760 г.)
- Фьодор Падейски, руски генерал (* 1759 г.)
- Яковос Томбазис, гръцки търговец (* 1782 г.)
- 1 януари – Педро Бланко Сото, президент на Боливия (* 1795 г.)
- 2 януари – Луи-Симон Оже, френски журналист (* 1772 г.)
- 2 януари – Мелхиор Джойя, италиански писател (* 1767 г.)
- 3 януари – Ан Мари Розали Ламар, френска херцогиня (* 1765 г.)
- 6 януари – Йосеф Добровски, чешки филолог (* 1753 г.)
- 7 януари – Иван Князев, руски губернатор (* 1754 г.)
- 10 януари – Антон Вилхелм Страк, немски художник (* 1758 г.)
- 12 януари – Михаил Фишър, немски органист (* 1773 г.)
- 12 януари – Фридрих фон Шлегел, немски литературовед (* 1772 г.)
- 13 януари – Ибрахим Халфин, татарски просветител (* 1778 г.)
- 17 януари – Адам Мюлер, немски публицист (* 1779 г.)
- 27 януари – Анри Еврар, маркиз дьо Дрьо-Брезе, френски благородник (* 1762 г.)
- 27 януари – Луиджи Фортис, италиански свещеник (* 1748 г.)
- 29 януари – Йоаким Грабовски, руски епископ (* 1756 г.)
- 29 януари – Пол Барас, деец на Великата френска революция (* 1755 г.)
- 29 януари – Томоти Пикеринг, американски политик (* 1745 г.)
- 31 януари – Михаил Ахльостишев, руски генерал (* 1782 г.)
- 2 февруари – Олферт Фишър, датски офицер (* 1747 г.)
- 8 февруари – Кристобал Мендоса, президент на Венецуела (* 1772 г.)
- 10 февруари – Лъв XII, римски папа (* 1760 г.)
- 11 февруари – Александър Грибоедов, руски дворянин (* 1795 г.)
- 12 февруари – Фома Месер, руски генерал (* 1765 г.)
- 16 февруари – Александра Воейкова, руска художествена муза († 1795 г.)
- 16 февруари – Франсоа Госек, френски композитор († 1734 г.)
- 18 февруари – Йохан Георг Арнолд, немски поет (* 1780 г.)
- 19 февруари – Христиана Луиза от Насау-Узинген, немска херцогиня (* 1776 г.)
- 22 февруари – Адам Алберт фон Найперг, австрийски генерал (* 1775 г.)
- 24 февруари – Ян Стефани, полски композитор (* 1746 г.)
- 25 февруари – Джовани Торлония, първи принц ди Чивитела-Чези, италиански благородник (* 1755 г.)
- 26 февруари – Дмитрий Трощински, руски генерал (* 1749 г.)
- 26 февруари – Йохан Тишбейн, немски художник (* 1751 г.)
- 1 март – Фьодор Голубцов, руски политик (* 1758 г.)
- 2 март – Карл Готфрид Хаген, пруски химик (* 1749 г.)
- 5 март – Джон Адамс, английски мореплавател (* 1767 г.)
- 6 март – Пьотър Белински, полски сенатор (* 1754 г.)
- 11 март – Иван Орлай, руски лекар (* 1771 г.)
- 13 март – Мартин Ернст фон Стикс, немски преподавател (* 1759 г.)
- 15 март – Шарл Сезар де Дама, френски генерал (* 1758 г.)
- 18 март – Александър Ламет, френски политик (* 1760 г.)
- 23 март – Александър Рудзевич, руски генерал (* 1775 г.)
- 23 март – Ричард Солсбъри, английски ботаник (* 1761 г.)
- 24 март – Жан-Батист Кавеняк, френски революционер (* 1762 г.)
- 25 март – Егор Фукс, руски писател (* 1762 г.)
- 26 март – Каролина фон Хумболт, немска аристократка (* 1766 г.)
- 27 март – Александър Княжнин, руски генерал (* 1771 г.)
- 31 март – Доменик-Винсент Рамел-Ногаре, френски икономист (* 1760 г.)
- 2 април – Фридрих VI, немски аристократ (* 1769 г.)
- 6 април – Нилс Абел, норвежки математик (* 1802 г.)
- 14 април – Тимоти Метлек, американски революционер (* 1736 г.)
- 16 април – Йохан Шлун, руски писател (* 1768 г.)
- 23 април – Пиер Пол Анрион, френски политик (* 1742 г.)
- 25 април – Клод Антуан де Безиад, френски политик (* 1740 г.)
- 29 април – Марк Снаксарев, руски адмирал (* ? г.)
- 8 май – Мауро Джулиани, италиански композитор (* 1781 г.)
- 8 май – Чарлз Ебот, британски политик (* 1757 г.)
- 10 май – Томас Йънг, английски учен (* 1773 г.)
- 17 май – Джон Джей, американски политик (* 1745 г.)
- 18 май – Мария-Жозефа Саксонска, кралица на Испания (* 1803 г.)
- 19 май – Филаделф Риндин, руски генерал (* ? г.)
- 20 май – Франтишек Сапега, литовки генерал (* 1772 г.)
- 21 май – Петер I, немски херцог (* 1755 г.)
- 22 май – Фьодор Шаховски, руски княз (* 1796 г.)
- 25 май – Чарлз Гардинър, английски аристократ (* 1782 г.)
- 29 май – Хъмфри Дейви, английски химик (* 1778 г.)
- 30 май – Луи от Хохенлохе-Валденбург-Бартенщайн, френски маршал (* 1765 г.)
- 30 май – Филибер Жан-Батист франсоа Кюриал, френски генерал (* 1774 г.)
- 5 юни – Антон Пошман, руски писател (* 1758 г.)
- 5 юни – Сидор Баранов, руски общественик (* 1754 г.)
- 11 юни – Адолф Мюлнер, немски драматург (* 1774 г.)
- 11 юни – Алексей Гамен, руски генерал (* 1773 г.)
- 15 юни – Сергей Долгоруков, руски генерал (* 1769 г.)
- 22 юни – Пьотър Лодий, руски философ (* 1764 г.)
- 24 юни – Кирил Казанчовски, руски генерал (* 1760 г.)
- 27 юни – Джеймс Смитсън, английски химик (* 1765 г.)
- 28 юни – Джордж Панцер, немски ботаник (* 1755 г.)
- 30 юни – Жак Алексис Тюрио де ла Розиер, френски адвокат (* 1753 г.)
- 1 юли – Леонардо до Сакраменто, бразилски ботаник (* 1778 г.)
- 7 юли – Пиер Дюмануар, френски адмирал (* 1770 г.)
- 7 юли – Яков Абел, немски философ (* 1751 г.)
- 15 юли – Иван Пелт, руски учен (* 1780 г.)
- 23 юли – Войчех Богуславски, полски писател (* 1757 г.)
- 23 юли – Иван Бурцев, руски генерал (* 1794 г.)
- 26 юли – Александр Крилов, руски поет (* 1798 г.)
- 26 юли – Винсенте Сервантес, испански химик (* 1758 г.)
- август – Хосе Николас Бали, испански мисионер (* 1768 г.)
- 1 август – Пьотър Апрелев, руски генерал (* 1778 г.)
- 2 август – Николай Бекетов, руски икономист (* 1790 г.)
- 3 август – Осип Корицки, руски изобретател (* 1778 г.)
- 8 август – Ян Фрей, полски художник (* 1769 г.)
- 18 август – Бенедита Португалска, португалска инфанта (* 1746 г.)
- 25 август – Иван Сабанеев, руски генерал (* 1770 г.)
- 27 август – Карл Будберг, руски генерал (* 1775 г.)
- 4 септември – Валериан Мадатов, руски генерал (* 1782 г.)
- 5 септември – Пиер Дарю, френски генерал (* 1767 г.)
- 6 септември – Джузепе Ради, италиански ботаник (* 1770 г.)
- 12 септември – Хуан Игнасио Молина, чилийски свещеник († 1740 г.)
- 14 септември – Ювдейл Прайс, британски филолог († 1747 г.)
- 15 септември – Карл Фридрих Вилхелм фон Герсдорф, немски генерал († 1765 г.)
- 16 септември – Валериан Мадатов, арменски генерал († 1782 г.)
- 21 септември – Михаил Понсет, руски генерал († 1780 г.)
- 25 септември – Павел Голенищев-Кутузов, руски поет († 1767 г.)
- 27 септември – Пиетро Бетелини, италиански гравьор († 1763 г.)
- 28 септември – Николай Раевски, руски генерал († 1771 г.)
- 1 октомври – Каролина Улрика Амалия, немска принцеса (* 1753 г.)
- 8 октомври – Ивер Квистгард, датски историк (* 1767 г.)
- 12 октомври – Гаврил Веселитски, руски генерал († 1774 г.)
- 15 октомври – Джордж Доу, английски художник (* 1781 г.)
- 18 октомври – Дмитрий Тенишев, руски дворянин (* 1766 г.)
- 24 октомври – Луиза фон Хесен-Дармщат, немска принцеса (* 1761 г.)
- 28 октомври – Марк Булгари, руски дипломат (* 1794 г.)
- 29 октомври – Мария Анна Моцарт, най-възрастната сестра на Моцарт (* 1751 г.)
- 9 ноември – Жан-Ксавие Лефевр, френски композитор (* 1763 г.)
- 12 ноември – Жан-Батист Реньо, френски художник (* 1754 г.)
- 13 ноември – Сам Патч, американски каскадьор (* 1799 г.)
- 14 ноември – Луи Никола Воклен, френски химик (* 1763 г.)
- 14 ноември – Мария Беатриса д’Есте, италианска херцогиня (* 1750 г.)
- 17 ноември – Екатерина Волконска, руска графиня (* 1754 г.)
- 19 ноември – Дмитрий Бутурлин, руски сенатор (* 1763 г.)
- 20 ноември – Елизабет Росел, френски астроном (* 1765 г.)
- 25 ноември – Мария Тереза фон Артнер, австрийска поетеса (* 1772 г.)
- декември – Чарлс Бризбейн, британски адмирал (* 1769 г.)
- 3 декември – Егор Криштафович, руски генерал (* 1769 г.)
- 4 декември – Анна Бунина, руска поетеса (* 1774 г.)
- 4 декември – Антон Лосев, руски архитект (* 1765 г.)
- 6 декември – Балцар фон Платен, шведски инженер (* 1766 г.)
- 6 декември – Ян Воронич, полски свещеник (* 1757 г.)
- 14 декември – Едуард Готлиб, руски професор (* 1788 г.)
- 14 декември – Луиджи Маркези, италиански певец (* 1754 г.)
- 18 декември – Жан-Батист Ламарк, френски биолог (* 1744 г.)
- 25 декември – Иван Жиров, руски генерал (* 1765 г.)
- 29 декември – Хенриета Насау-Вайлбург, австрийска херцогиня (* 1797 г.)
- 30 декември – Алексей Куракин, руски генерал (* 1759 г.)